# Crossopalpus giordanii
Crossopalpus giordanii är en tvåvingeart som beskrevs av Raffone 1983. Crossopalpus giordanii ingår i släktet Crossopalpus och familjen puckeldansflugor.
Artens utbredningsområde är Italien. Inga underarter finns listade i Catalogue of Life.